# Острый панмиелоз с миелофиброзом
Острый панмиелоз с миелофиброзом (ОПМФ) — это недостаточно чётко определённое гематологическое заболевание, которое может быть либо результатом клональной пролиферации, либо последствием токсического воздействия на костный мозг.

## Клиническая симптоматика
Биопсия костного мозга показывает наличие аномальных мегакариоцитов, нарушенный тромбоцитопоэз, макроцитарный эритропоэз, дефекты лейкопоэза и фиброз костного мозга.
Клиническая симптоматика является следствием снижения выработки всех типов кровяных клеток (цитопении, включая тромбоцитопению, анемию и лейкопению). Бластных клеток в периферической крови либо нет, либо очень мало. Увеличение селезёнки (спленомегалия) не характерно и обычно отсутствует, но если есть, то оно минимально.
Бластные клетки обычно положительны на поверхностный антиген CD34.

## Прогноз и лечение
Прогноз обычно плохой. Медиана продолжительности жизни с момента постановки диагноза — около 9 месяцев.
В попытках улучшить прогноз этих больных делались попытки аутологичной трансплантации гемопоэтических стволовых клеток.

## Терминологические разногласия
По сегодняшний день между специалистами имеются разногласия в отношении того, является ли это заболевание подвидом острого миелоидного лейкоза или же миелодиспластического синдрома. Однако текущая классификация ВОЗ 2008 года классифицирует острый панмиелоз с миелофиброзом как разновидность острого миелоидного лейкоза.